# Которський округ
Округ Котор (Kotorski kotar) – адміністративно-територіальна одиниця Королівства Далмація у складі Австро-Угорської імперії у 1868-1918 рр.

Площа станом на 1900 рік – 674 кв.км.

Населення станом на 1900 рік - 37.096 осіб.